# تيكس شيرلي
تيكس شيرلي (بالإنجليزية: Tex Shirley)‏ هو لاعب كرة قاعدة أمريكي، ولد في 25 أبريل 1918 في بيرثرايت ‏ في الولايات المتحدة، وتوفي في 7 نوفمبر 1993 في دي سوتو في الولايات المتحدة.

## وصلات خارجية
- تيكس شيرلي على موقعبيزبول رفرنس.كوم (الدوري الرئيسي) (الإنجليزية)
- تيكس شيرلي على موقعبيزبول رفرنس.كوم (الدوري الثانوي) (الإنجليزية)